# Aeroportul Itapetinga
Aeroportul Itapetinga (IATA: QIT, ICAO: SNIP) este un aeroport din Bahia, Brazilia ce deservește zona Itapetinga. Aeroportul a fost tranzitat în 2017 de 10 pasageri. A fost numit după zona deservită.
Situat la o altitudine de 270 m, aeroportul dispune de 1 pistă.

## Infrastructură

### Piste
Aeroportul dispune de o singură pistă. Pista 11/29 are suprafața de asfalt și dimensiunile 1.060 m × 29 m. 